# 神津陽
神津 陽（こうづ あきら、1944年 - 2025年4月14日）は、日本の社会評論家・運動家。元駿台予備学校講師。

## 来歴
愛媛県宇和島市出身。愛媛県立宇和島南高等学校、中央大学法学部一部法律学科卒業。

### 全共闘運動時代
三上治（味岡修）とともに新左翼の党派である共産主義者同盟（ブント）叛旗派の理論的指導者として、中大闘争、三多摩闘争、三里塚闘争等を主導する。著書『蒼氓の叛旗』はベストセラーとなった。70年代以降ブント内でも赤軍派に見られるような急進的軍事革命路線と、その他穏健派閥の中で対立が生まれ、新左翼グループ内で内ゲバが横行するようになると、これに嫌気をさした神津は1976年叛旗派を解散。以後在野の社会評論家として活動した。

### 予備校講師時代
駿台予備学校では1990年の論文科開設とともに講師に就任。法学系論文を担当し、主に社会科学系の学科を志望する受験生に小論文指導を行った。しかし受験生への指導方法をめぐり駿台論文科の主任であった最首悟や同僚講師陣と対立。この対立を背景に、受験生世代減少に伴う生徒減で経営合理化を企図する駿台から1998年に解雇を通告される。反発した神津は労働組合を結成して同時期に解雇された世界史科講師とともに労働争議として解雇の是非を争うこととなる。また駿台の不透明な経営実態告発を、神津個人のホームページや駿台校舎周辺でのビラ撒きで情宣の一環として行ったところ、1999年駿台から名誉毀損による1億5千万円の損害賠償を求め提訴され、マスコミをにぎわす駿台争議へと発展した。この争いは東京都労働委員会の調停により2000年に和解、駿台側が損害賠償請求・解雇通知を取下げ和解金を支払うことで決着し、事実上労組勝利に終わった。

### 郷土史研究
出身地である宇和島の伊達藩お家騒動を解説した『兎の耳－もう一つの伊達騒動』、居住する日野市の史料を読み解いた『新選組多摩党の虚実―土方歳三・日野宿・佐藤彦五郎』を著すなど郷土史研究の業績も重ねた。
2025年4月14日死去。

## 著書
- 『関係のかくめい　恋愛篇』（電子書籍、2011年）
- （編著）『ＳＥＣＴ６＋大正闘争資料集　増補決定版』（ＪＣＡ出版、2009年）
- 『時代劇の父・伊藤大輔』（ＪＣＡ出版、2009年）
- 『極私的全共闘史　中大1965-68』（彩流社、2007年）
- 『新選組多摩党の虚実―土方歳三・日野宿・佐藤彦五郎』（彩流社、2004年）
- （編著）『乱世に声あり―メッセージ　フロム50s』（総合企画、1999年）
- （共著）『全共闘30年―時代に反逆した者たちの証言』（実践社、1998年）
- （共著）『日本史新用語集B』（あすとろ出版、1997年）
- 『歴史的現在―ターニングポイントを読む』（ＪＣＡ出版、1992年）
- （編著）『メッセージ　フロム40s』（総合企画、1992年）
- 『論文教室生中継　法学系』（駿台文庫、1991年）
- 『兎の耳―もう一つの伊達騒動』（創風社出版、1988年）
- 『大衆的知識人の時代　現代思想の読み方』（彩流社、1985年）
- 『一世風靡語事典1960-1985』（大陸書房、1985年）
- 『ブンカの傾向と対策　吉本隆明から浅田彰まで』（知人館、1985年）
- （編著）『メッセージ　フロム30s　年報'81』（総合企画、1981年）
- 『吉本隆明試論〈戦後〉思想の超克』（流動出版、1980年）
- （編著）『〈叛旗〉全縮刷版』（総合企画、1979年）
- （編著）『〈解体〉以降』（総合企画、1979年）
- （共著）『全共闘　解体と現在』（田畑書店、1978年）
- （編著）『叛旗〈解体〉』（叛旗派〈解体〉＝再生委員会、1977年）
- 『関係の磁場』（現代思潮社、1972年）
- 『焔への確執』（現代思潮社、1971年）
- 『かくめいの原圏』（現代思潮社、1971年）
- 『蒼氓の叛旗』（現代思潮社、1970年）